# Cathédrale Notre-Dame-du-Mont-Carmel de Jolo
Cette  cathédrale n’est pas la seule cathédrale Notre-Dame-du-Mont-Carmel.
La cathédrale Notre-Dame-du-Mont-Carmel, également connue sous le nom de cathédrale de Jolo, est une cathédrale catholique romaine située à Jolo, aux Philippines, et le siège du vicariat apostolique de Jolo. La ville de Jolo est située sur l'île volcanique du même nom, dans la province de Sulu de la région autonome bangsamoro en Mindanao musulmane. La cathédrale est dédiée à la Vierge Marie sous le titre de Notre-Dame du Mont-Carmel.

## Attentats
Dans le cadre du conflit moro, la cathédrale est victime de plusieurs attentats commis par des groupes islamistes.
Le 10 janvier 2010, une grenade lancée sur les tombes de Francis Joseph McSorley et Benjamin de Jesus, deux anciens évêques, ne fait aucun blessé mais brise les fenêtres. L'explosion s'est produite une heure avant la célébration d'une messe. Il n'y a aucun blessé.
Le 20 mai 2010, une grenade explose devant la cathédrale à 9 h 30 du soir. La cathédrale subit des dommages mineurs. Aucun décès ou blessure n'est signalé.

### Attentat de 2019
Le 27 janvier 2019, la cathédrale est le lieu d'une explosion lors d'une messe, tuant au moins 18 personnes et en blessant 82 autres. L'État islamique revendique la responsabilité de l'attaque. Le bâtiment de l'église est réparé à la suite des attaques. Il est reconsacré en juillet 2019.

### Attentat de 2020
Le 24 août 2020, deux attentats à la bombe ont lieu à Jolo, entraînant la mort de sept soldats, six civils, un policier et un kamikaze, tandis que 75 autres personnes sont blessées. L'une des deux attaques est perpétrée par une femme kamikaze près de la cathédrale.